# Laxbralla
Laxbralla är en svensk humorserie i sketchform som hade premiär på SVT den 25 september 2018. Sketcherna handlar om vardagliga saker såsom nu och då, flippar och floppar, fantasi och verklighet etc, Seriens manus är skrivet av Babak Yousefi, Simon Garshasebi och Klas Eriksson.
Seriens andra säsong hade premiär på SVT Play den 25 juni 2023.

## Medverkande
| - Klas Eriksson - Simon Garshasebi - Louise Nordahl - Fredrik Silbersky - Babak Yousefi - Johanna Berg - Paya Biabani | - Alice Hollingworth - Triin Juurik - Wilma Järnholm - Ato Karlsson - Linus Eklund Adolphson - Athena Afshari - Thanos Fotas |